# Майокки, Марио
Ма́рио Майо́кки (итал. Mario Maiocchi, 27 апреля 1913, Милан — неизвестно) — итальянский хоккеист, правый нападающий. Участник зимних Олимпийских игр 1936 года.

## Биография
Марио Майокки родился 27 апреля 1913 года в итальянском городе Милан.
Играл в хоккей с шайбой за «Милан-2» (1932—1933) и миланский «Дьяволи Россонери» (1934—1936, 1950—1951). Дважды становился чемпионом Италии (1935—1936). Два раза выигрывал Кубок Шпенглера (1935—1936).
В 1935 году выступал за сборную Италии на чемпионате мира в Давосе. Провёл 7 матчей, шайб не забрасывал.
В 1936 году вошёл в состав сборной Италии по хоккею с шайбой на зимних Олимпийских играх в Гармиш-Пантеркирхене, поделившей 9-12-е места. Играл на позиции нападающего, провёл 3 матча, шайб не забрасывал.
По окончании игровой карьеры непродолжительное время был хоккейным судьёй.
Также занимался конькобежным спортом. В 1933 году участвовал во Всемирных зимних университетских играх в Турине.
Дата смерти неизвестна.